# ماريو مارتين أوروزكو
ماريو مارتين أوروزكو (بالإسبانية: Mario Orozco)‏ (25 مارس 1994 في المكسيك - ) هو لاعب كرة قدم مكسيكي في مركز الدفاع. لعب مع نادي غوادالاخارا وCoras FC ‏.

## وصلات خارجية
- ماريو مارتين أوروزكو على موقع قاعدة بيانات كرة القدم.إي يو (الإنجليزية)
- ماريو مارتين أوروزكو على موقع Soccerway.com (الإنجليزية)
- ماريو مارتين أوروزكو على موقع عالم كرة القدم.نت (الإنجليزية)
- ماريو مارتين أوروزكو على موقع AS.com (الإسبانية)